# Великі Млинівці

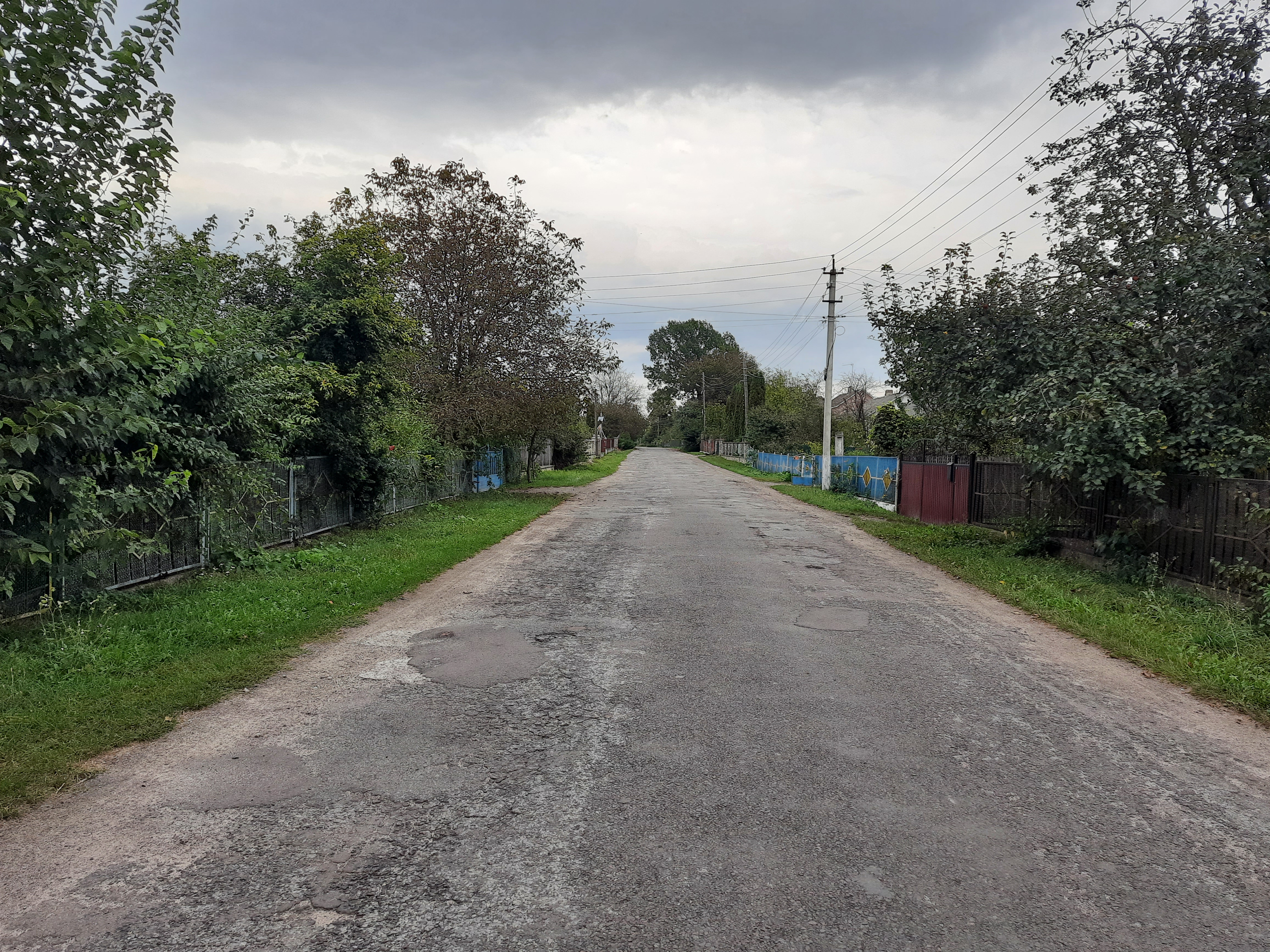
Сільська вулиця

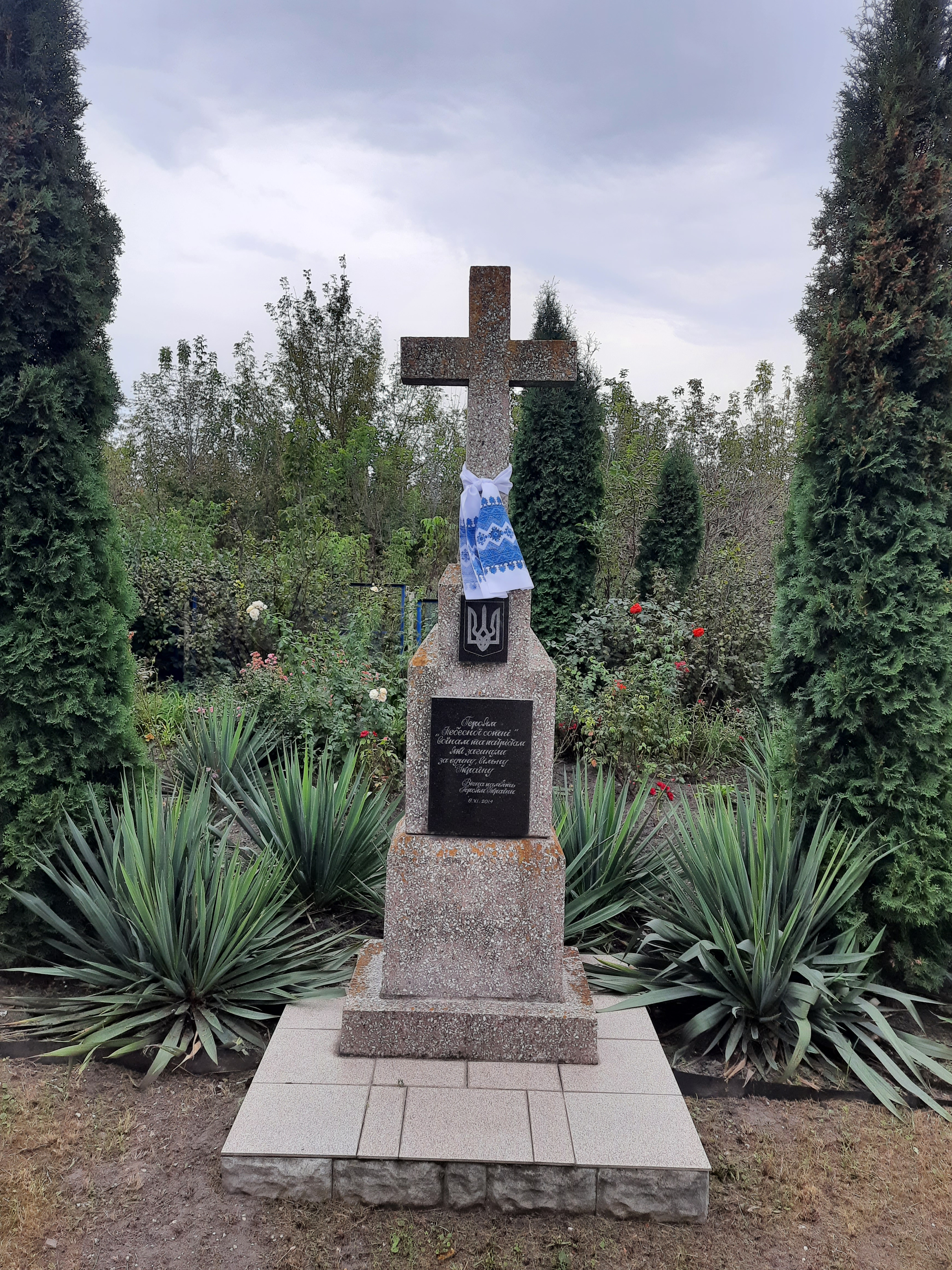
Пам'ятний знак Борцям за волю України

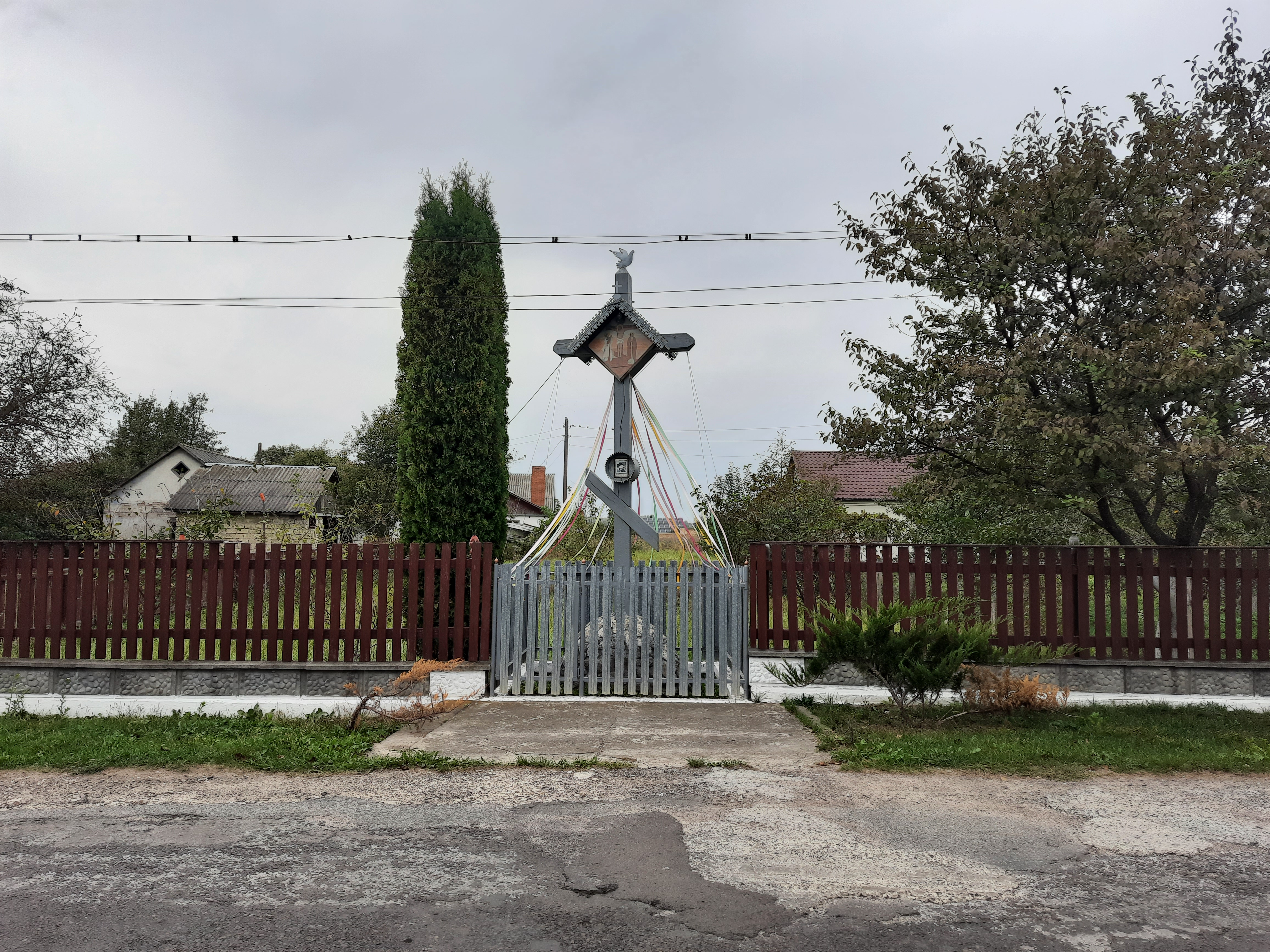
Пам'ятний хрест

Великі Млинівці (у 1964 - 2015  роках — Радянське, до 1964 — Млинівці, Млин Підлісецький) — село в Україні, у  Кременецькій міській громаді Кременецького району Тернопільської області. 
Розташоване на річці Іква.
У селі є пам'ятки природи «Великомлинівецький берест» і «Великомлинівецька верба біла».

## Назва
У давніх джерелах село також згадувалося як Млин Підлісецький.
До 1964 року село називалося Млинівці. Внаслідок приєднання Почаївського району до Кременецького в останньому опинилися два села з однаковою назвою «Млинівці», тому 1964 року село Млинівці (колишнього Почаївського р-ну) перейменували на «Радянське».
Процес відновлення історичної назви села розпочався 1991 року, коли збори мешканців села одностайно підтримали перейменування села на Великі Млинівці. З того часу село відоме під двома назвами — офіційною «Радянське» та фактичною «Великі Млинівці». 1993 року подання про перейменування затвердили сільська, районна й обласна ради, але Верховна Рада України втратила документи, так і не розглянувши їх. 29 лютого 2004 року відбувся сільський референдум, на якому більшість виборців підтримали перейменування Радянського на Великі Млинівці, а Радянської сільської ради — на Великомлинівецьку. Того ж року Тернопільська обласна рада ухвалила рішення про перейменування села Радянське на Великі Млинівці, проте 2011 року Верховна Рада України повернула подання, мотивуючи це тим, що на рішенні сільської ради стояла печатка вже з новою назвою ради, тоді як відповідний комітет ВРУ наполягав на використанні печатки з назвою «Радянська сільська рада».
24 квітня 2015 народний депутат України Михайло Головко вніс на розгляд ВРУ проєкт Постанови «Про перейменування села Радянське Кременецького району Тернопільської області» № 2733.
Офіційно перейменування було затверджене 25 листопада 2015

## Історія
Поблизу села виявлено стоянку первісних людей доби мезоліту (понад 8000 років тому).
Перша письмова згадка про село датована 1482 роком.
На 1936 рік село входило до ґміни Бережці Кременецького повіту.
Під час німецько-радянської війни 61 місцевий житель воював у лавах Червоної армії, 50 з них нагороджено орденами й медалями Союзу РСР, 38 чоловік загинуло в боях.
У 1973 році в селі було 205 дворів, 737 чоловік населення, працювало 11 членів КПРС і 20 членів ВЛКСМ.
На території села була розміщена центральна садиба колгоспу «Нове життя», за яким було закріплено 917 га сільськогосподарських угідь, з них 757 га орної землі.
12 червня 2020 року, відповідно до розпорядження Кабінету Міністрів України № 724-р «Про визначення адміністративних центрів та затвердження територій територіальних громад Тернопільської області», увійшло до складу Кременецької міської громади.
19 липня 2020 року, в результаті адміністративно-територіальної реформи та ліквідації Кременецького (1940-2020) району, село увійшло до складу новоутвореного Кременецького району.

## Релігія
- церква Благовіщення Пресвятої Богородиці (1874, ПЦУ).

## Населення
Згідно з переписом УРСР 1989 року чисельність наявного населення села становила 942 особи, з яких 440 чоловіків та 502 жінки.
За даними перепису населення 2001 року мовний склад населення села був таким:
| Мова       | Число ос. | Відсоток |
| ---------- | --------- | -------- |
| українська |           | 99,4     |
| російська  |           | 0,51     |
| білоруська |           | 0,09     |